# La Vie Dansante
"La Vie Dansante" é uma canção escrita pelos compositores Jimmy Buffett, Michael Utley e Will Jennings. Foi gravada originalmente em 1984 pelo cantor e compositor americano Jimmy Buffett, co-autor da canção, em seu álbum Riddles in the Sand, lançado no mesmo ano. A canção não foi lançada como single, porém, tornou-se uma das canções mais conhecidas de Buffett, sendo regravada mais tarde por vários outros artistas e recebendo uma versão ao vivo por Buffett em seu álbum Live at Wrigley Field, lançado em 2006.
Entre suas versões cover, "La Vie Dansante" possui uma versão em português no Brasil, chamada "No Mesmo Olhar", gravada pela primeira vez em 1996 pela dupla sertaneja Chrystian & Ralf para o álbum Sozinho em Nova York. Em 2014, "No Mesmo Olhar" também foi gravada pelo cantor Michel Teló, para sua coletânea Bem Sertanejo, com participação especial da dupla sertaneja Jorge & Mateus.

## Videoclipe Oficial
Apesar de não ter sido lançada como single, "La Vie Dansante" possui um videoclipe oficial gravado por Jimmy Buffett em 1985. O vídeo foi dirigido pelo músico e diretor americano Michael Nesmith, que aparece com uma breve apresentação no início do vídeo. Pode ser assistido em Jimmy Buffett - La Vie Dansante (Official Video) no YouTube.

## Versões Cover
- Em 1991, o cantor americano Aaron Neville regravou a canção em seu álbum Warm Your Heart.[6] Este cover possui uma versão single.[7]
- Em 1991, a cantora francesa Claire Séverac regravou a canção em seu álbum Claire Séverac & Friends, em dueto com o cantor americano David Soul.[8]
- Em 1995, o conjunto americano W.O. Smith Music School Singers regravou a canção em seu álbum The Parakeet Album: Song of Jimmy Buffett.[9]
- Em 1996, a dupla sertaneja Chrystian & Ralf gravou uma versão em português, chamada "No Mesmo Olhar", no álbum Sozinho em Nova York.[4]
- Em 2001, a cantora americana Lenore Troia regravou a canção em seu álbum Fishin' You Were Here!.[10]
- Em 2008, a cantora americana Nadirah Shakoor, vocalista na banda de Jimmy Buffett, regravou a canção em seu álbum Nod To The Storyteller.[11]
- Em 2014, o cantor brasileiro Michel Teló regravou a versão "No Mesmo Olhar" para sua coletânea Bem Sertanejo, com participação de Jorge & Mateus.[5]
- Outras versões cover, por artistas menos conhecidos, também são encontradas no YouTube, como Maruia, Polynesian beauties, Jking, e outros.[12]

## Versão de Aaron Neville

### 7" single
| Lado   | Canção            | Duração | Intérpretes          | Compositores                                                             | Álbum Original  |
| ------ | ----------------- | ------- | -------------------- | ------------------------------------------------------------------------ | --------------- |
| Lado A | "La Vie Dansante" | 3:21    | Aaron Neville        | Jimmy Buffett, Michael Utley, Will Jennings                              | Warm Your Heart |
| Lado B | "Voodoo"          | 4:26    | The Neville Brothers | Aaron Neville, Brian Stoltz, Cyril Neville, Willie Green, Darryl Johnson | Yellow Moon     |

### CD single
| Faixa   | Canção                | Duração | Intérpretes          | Compositores                                                                                      | Álbum Original   |
| ------- | --------------------- | ------- | -------------------- | ------------------------------------------------------------------------------------------------- | ---------------- |
| Faixa 1 | "La Vie Dansante"     | 3:21    | Aaron Neville        | Jimmy Buffett, Michael Utley, Will Jennings                                                       | Warm Your Heart  |
| Faixa 2 | "Voodoo"              | 4:26    | The Neville Brothers | Aaron Neville, Brian Stoltz, Cyril Neville, Willie Green, Darryl Johnson                          | Yellow Moon      |
| Faixa 3 | "My Brother's Keeper" | 3:35    | The Neville Brothers | Aaron Neville, Art Neville, Willie Green, Cyril Neville, Joel Neville, Tony Hall, Charles Neville | Brother's Keeper |

## Versão em português
Em 1996, "La Vie Dansante" ganhou uma versão em português, gravada pela dupla sertaneja Chrystian & Ralf para o álbum Sozinho em Nova York. Esta versão recebeu o título "No Mesmo Olhar", cuja letra em português foi escrita por Apollo Washington. "No Mesmo Olhar" foi um dos destaques do álbum, tornando-se conhecida no Brasil e um dos grandes sucessos da dupla. Em 2014, "No Mesmo Olhar" foi regravada pelo cantor Michel Teló, para sua coletânea Bem Sertanejo. A canção contou com a participação especial da dupla sertaneja Jorge & Mateus. Os créditos de "No Mesmo Olhar" ("La Vie Dansante") são de Jimmy Buffett, Michael Utley e Will Jennings, versão de Apollo Washington.

## Curiosidades
- O título "La Vie Dansante" está em francês, e significa "a vida da dança" em português e "the dancing life" em inglês. O restante da letra está em inglês.
- O músico Will Jennings, co-autor da canção, é o mesmo autor do clássico "My Heart Will Go On", gravada por Céline Dion para o filme Titanic.
- A versão cover de Aaron Neville foi produzida pela premiada cantora americana Linda Ronstadt,[7] que também atua como produtora musical.
- Apesar de possuir uma versão single, o cover de Neville também não apareceu em nenhuma parada musical, assim como a original de Jimmy Buffett.
- O álbum Warm Your Heart, onde está o cover de Neville, é o mesmo álbum do sucesso "Everybody Plays the Fool", sucesso também no Brasil em 1991.[16]
- A versão em português chamada "No Mesmo Olhar", gravada em versão sertaneja por Chrystian & Ralf, foi baseada na versão cover de Aaron Neville.[17]